# Campionato norvegese di pallamano maschile
L'Elisteserien maschile, conosciuta come REMA 1000-ligaen per motivi di sponsorizzazione, è il massimo campionato norvegese di pallamano maschile.

## Organizzazione del campionato

### Struttura
Quella che segue è una sintetica struttura dei primi livelli del torneo.
| Livello | Campionato                       | Campionato                       | Campionato                       | Campionato                       | Campionato                       | Campionato                       | Campionato                       | Campionato                       |
| 1       | REMA 1000-ligaen 14 clubs        | REMA 1000-ligaen 14 clubs        | REMA 1000-ligaen 14 clubs        | REMA 1000-ligaen 14 clubs        | REMA 1000-ligaen 14 clubs        | REMA 1000-ligaen 14 clubs        | REMA 1000-ligaen 14 clubs        | REMA 1000-ligaen 14 clubs        |
| 2       | 1. divisjon 14 clubs             | 1. divisjon 14 clubs             | 1. divisjon 14 clubs             | 1. divisjon 14 clubs             | 1. divisjon 14 clubs             | 1. divisjon 14 clubs             | 1. divisjon 14 clubs             | 1. divisjon 14 clubs             |
| 3       | 2. divisjon 48 clubs in 4 gironi | 2. divisjon 48 clubs in 4 gironi | 2. divisjon 48 clubs in 4 gironi | 2. divisjon 48 clubs in 4 gironi | 2. divisjon 48 clubs in 4 gironi | 2. divisjon 48 clubs in 4 gironi | 2. divisjon 48 clubs in 4 gironi | 2. divisjon 48 clubs in 4 gironi |

### Formula
Le 14 squadre si sfidano in una stagione regolare con la formula del girone all'italiana con partite di andata e ritorno. Al termine della stagione regolare, le prime otto squadre partecipano ai playoff per il titolo ad eliminazione diretta al meglio delle tre gare. L'ultima classificata retrocede in 1. divisjon mentre tredicesima e dodicesima affrontano rispettivamente la seconda e la terza della 1. divisjon al meglio delle tre gare per decretare che squadra giocherà in Eliteserien.

## Albo d'oro
| Edizione | Vincitore          |
| -------- | ------------------ |
| 1965-66  | Fredensborg        |
| 1966-67  | Fredensborg        |
| 1967-68  | Oslo-Studentenes   |
| 1968-69  | Bergen-Studentenes |
| 1969-70  | Oslo-Studentenes   |
| 1970-71  | Oppsal             |
| 1971-72  | Oppsal             |
| 1972-73  | Oppsal             |
| 1973-74  | Refstad            |
| 1974-75  | Fredensborg        |
| 1975-76  | Oppsal             |
| 1976-77  | Refstad            |
| 1977-78  | Oppsal             |
| 1978-79  | Refstad            |
| 1979-80  | Oppsal             |
| 1980-81  | Nordstrand         |
| 1981-82  | Fredensborg        |
| 1982-83  | Kolbotn            |
| 1983-84  | Kolbotn            |
| 1984-85  | Urædd              |
| 1985-86  | Stavanger          |
| 1986-87  | Stavanger          |
| 1987-88  | Urædd              |
| 1988-89  | Stavanger          |
| 1989-90  | Stavanger          |

| Edizione | Vincitore        |
| -------- | ---------------- |
| 1990-91  | Sandefjord       |
| 1991-92  | Urædd            |
| 1992-93  | Sandefjord       |
| 1993-94  | Runar Sandefjord |
| 1994-95  | Runar Sandefjord |
| 1995-96  | Runar Sandefjord |
| 1996-97  | Drammen          |
| 1997-98  | Viking           |
| 1998-99  | Sandefjord       |
| 1999-00  | Runar Sandefjord |
| 2000-01  | Sandefjord       |
| 2001-02  | Sandefjord       |
| 2002-03  | Sandefjord       |
| 2003-04  | Sandefjord       |
| 2004-05  | Sandefjord       |
| 2005-06  | Sandefjord       |
| 2006-07  | Drammen          |
| 2007-08  | Drammen          |
| 2008-09  | Fyllingen        |
| 2009-10  | Drammen          |
| 2010-11  | Haslum           |
| 2011-12  | Haslum           |
| 2012-13  | Elverum          |
| 2013-14  | Haslum           |
| 2014-15  | ØIF Arendal      |

| Edizione | Vincitore   |
| -------- | ----------- |
| 2015-16  | ØIF Arendal |
| 2016-17  | Elverum     |
| 2017-18  | Elverum     |
| 2018-19  | ØIF Arendal |
| 2019-20  | Elverum     |
| 2020-21  | Elverum     |
| 2021-22  | Elverum     |
| 2022-23  | Kolstad     |
| 2023-24  | Kolstad     |
| 2024-25  | Kolstad     |

## Riepilogo vittorie per club

### Riepilogo vittorie per club
| Numero | Club               | Anni                                                                            |
| ------ | ------------------ | ------------------------------------------------------------------------------- |
| 9      | Sandefjord         | 1990-91, 1992-93, 1998-99, 2000-01, 2001-02, 2002-03, 2003-04, 2004-05, 2005-26 |
| 6      | Elverum            | 2012-13, 2016-17, 2017-18, 2019-20, 2020-21, 2021-22                            |
| 6      | Oppsal             | 1970-71, 1971-72, 1972-73, 1975-76, 1977-78, 1979-80                            |
| 4      | Drammen            | 1996-97, 2006-07, 2007-08, 2009-10                                              |
| 4      | Runar Sandefjord   | 1993-94, 1994-95, 1995-96, 1999-00                                              |
| 4      | Stavanger          | 1985-86, 1986-87, 1988-89, 1989-90                                              |
| 4      | Fredensborg        | 1965-66, 1966-67, 1974-75, 1981-82                                              |
| 3      | Kolstad            | 2022-23, 2023-24, 2024-25                                                       |
| 3      | ØIF Arendal        | 2014-15, 2015-16, 2018-19                                                       |
| 3      | Haslum             | 2010-11, 2011-12, 2013-14                                                       |
| 3      | Urædd              | 1984-85, 1987-88, 1991-92                                                       |
| 3      | Refstad            | 1973-74, 1976-77, 1978-79                                                       |
| 2      | Kolbotn            | 1982-83, 1983-84                                                                |
| 2      | Oslo-Studentenes   | 1967-68, 1969-70                                                                |
| 1      | Fylligen           | 2008-09                                                                         |
| 1      | Viking             | 1997-98                                                                         |
| 1      | Nordstrand         | 1980-81                                                                         |
| 1      | Bergen-Studentenes | 1968-69                                                                         |